# Phaonia redactata
Phaonia redactata är en tvåvingeart som beskrevs av Feng 1998. Phaonia redactata ingår i släktet Phaonia och familjen husflugor. Inga underarter finns listade i Catalogue of Life.